# Wilhelm Martens (Architekt)
Wilhelm Jacob Johann Martens (* 4. März 1842 in Segeberg; † 22. Januar 1910 in Grunewald) war ein deutscher Architekt, der als Spezialist für Bankgebäude galt.

## Leben
Martens war ein Sohn des Seminarlehrers Johann Martens. Er studierte an der Baugewerkschule Holzminden und legte am Polytechnikum Karlsruhe die Bauführerprüfung (das erste Staatsexamen) ab. Nach längerer Tätigkeit in Süddeutschland und der Schweiz setzte er sein Studium an der Berliner Bauakademie fort, arbeitete nach dem Abschluss mehrere Jahre bei Martin Gropius und heiratete 1876 dessen Tochter Bertha Antonie (1856–1941). Nach dem Tod seines Schwiegervaters machte er sich 1880 als Privatarchitekt selbständig. Nach Martens’ Tod heiratete seine Frau den Juristen Heinrich Delbrück, der in erster Ehe mit ihrer Schwester Elisabeth Caroline verheiratet war.

## Bauten und Entwürfe

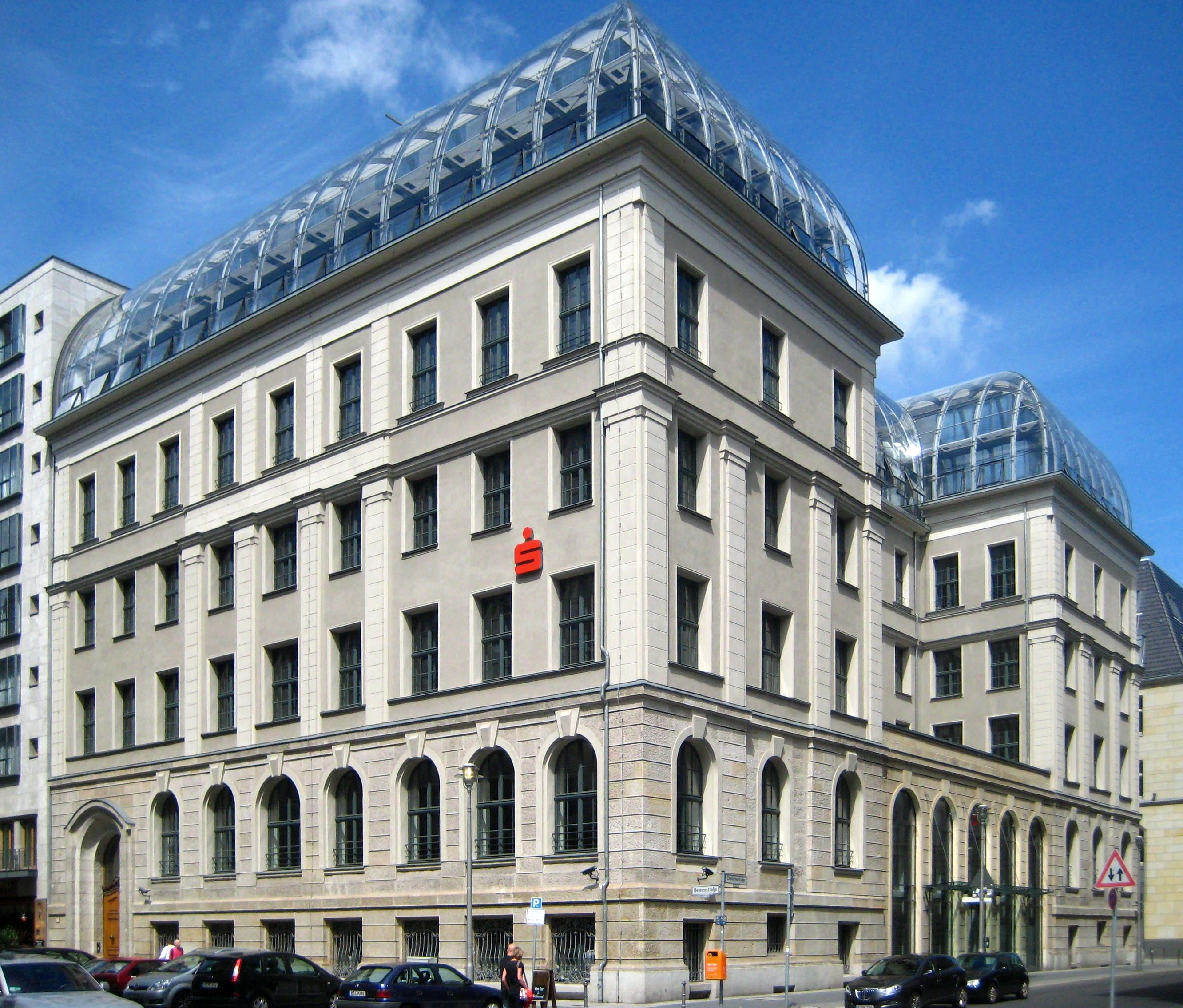
Gebäude der ehemaligen Berliner Bank in Berlin

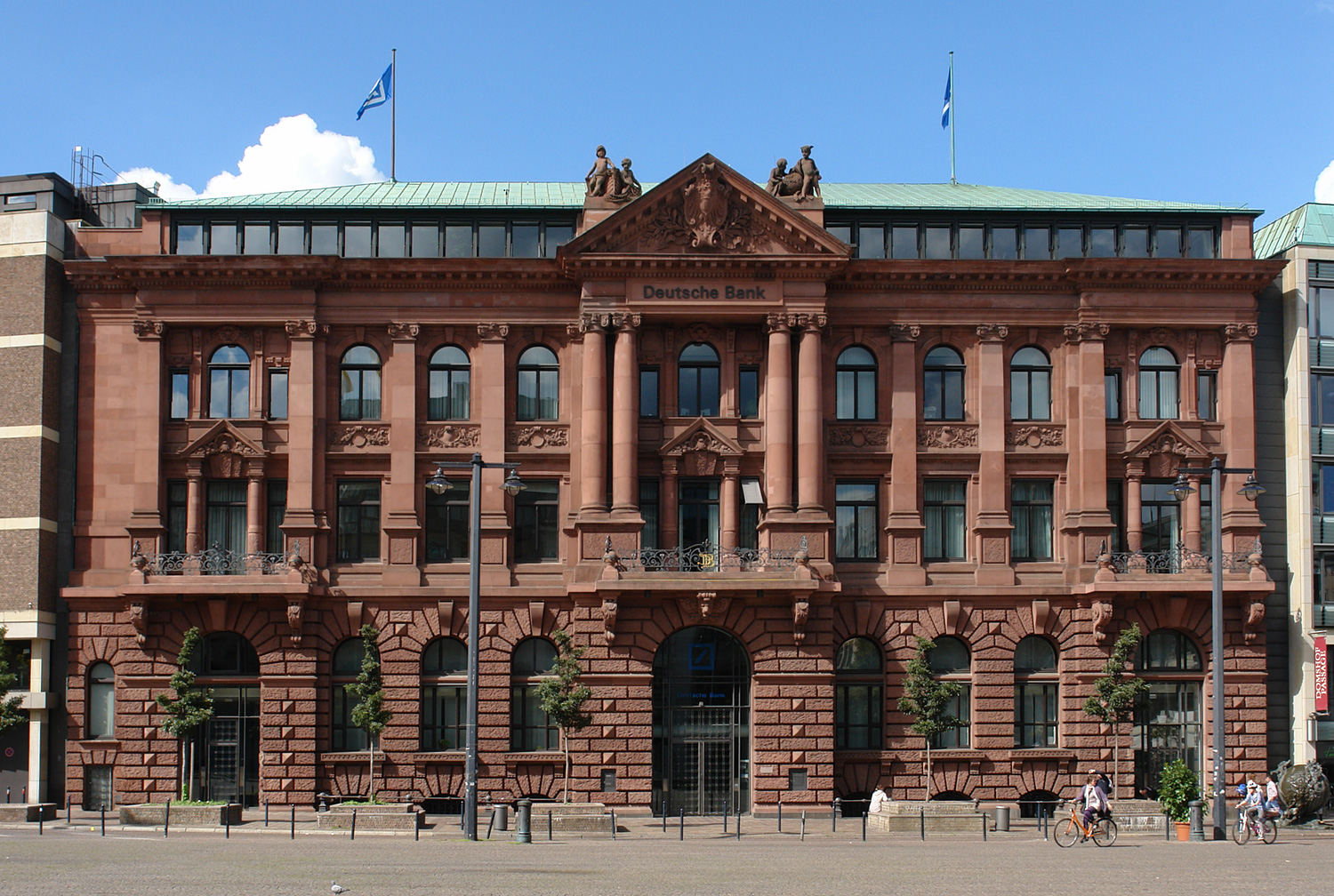
Deutsche Bank am Domshof in Bremen

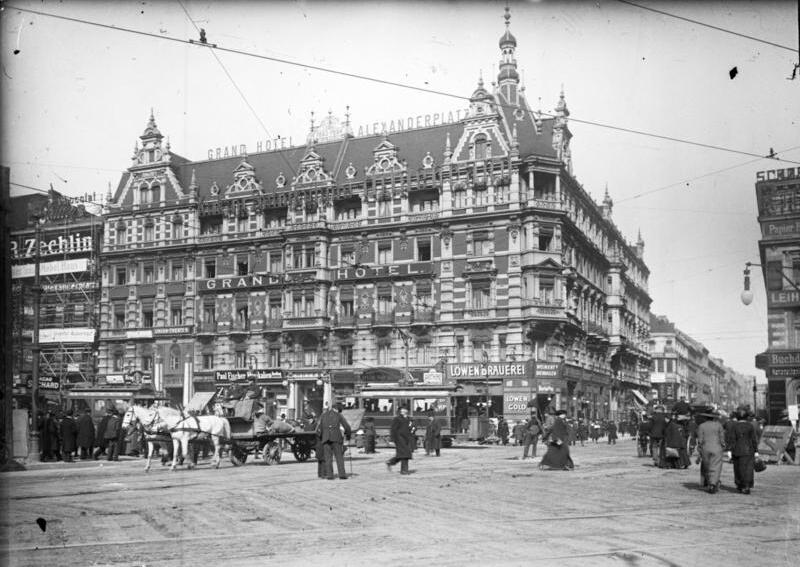
Grand Hôtel Alexanderplatz in Berlin

- 1882–0000: Gebäudekomplex der Deutschen Bank in Berlin, Friedrichstadt, Behrenstraße / Mauerstraße / Französische Straße
- 1883–1884: Grand Hôtel Alexanderplatz in Berlin-Mitte, Alexanderstraße / Neue Königstraße (gemeinsam mit Johann Mathias von Holst und Carl Zaar; mehrfach umgebaut, kriegszerstört)
- 1884–1885: Geschäftshaus in Berlin, Hausvogteiplatz 6/7 (zerstört)
- 1885–0000: Hospiz Amalienhaus in (Berlin-)Charlottenburg, Motzstraße 11 (zerstört)
- 1885–1886: Bankgebäude für die Bayerische Vereinsbank in München, Kardinal-Faulhaber-Straße 14 / Maffeistraße (unter Denkmalschutz)
- 1889–1891: Erweiterungsbau zum Gebäudekomplex der Deutschen Bank in Berlin, Friedrichstadt, Mauerstraße 30–31[3]
- 1889–1891: Deutsche Bank am Domshof für die Zweigniederlassung der Deutschen Bank in Bremen[4]
- 1890–1891: Umbau des Gebäudes der Preußischen Bodenkredit-Aktienbank in Berlin, Friedrichstadt, Hinter der Katholischen Kirche 2 (zerstört)
- 1890–1891: Bankgebäude des Berliner Kassenvereins in Berlin-Mitte, Oberwallstraße 3 (zerstört)
- 1891–1892: Villa für den Unternehmer Paul Herz in der Colonie Alsen in Berlin-Wannsee, Am Großen Wannsee 52/54 (unter Denkmalschutz)[5]
- 1892–1893: eigenes Wohnhaus mit Architekturbüro in (Berlin-)Charlottenburg, Fasanenstraße 26 (verändert erhalten, unter Denkmalschutz)[6]
In den 1920er Jahren bewohnte der spätere Papst Pius XII. den oberen Teil der zweigeschossigen Wohnung von Wilhelm Martens; im inzwischen abgetrennten unteren Teil befand sich in den 2000er Jahren die Berliner Repräsentanz des Suhrkamp Verlags.
- 1892–1893: Mehrfamilienwohnhaus der Tresorfabrik S. J. Arnheim in Berlin, Badstraße 40/41 (unter Denkmalschutz)[7][8][9]
- 1893–1894: Bankgebäude für die Hypothekenbank in Hamburg in Berlin, Friedrichstadt, Französische Straße 7 (zerstört)
- 1894–1895: Landhaus Blottnitz in Hoppegarten (2019 abgerissen)
- 1896–1897: Bankgebäude für die Hypothekenbank in Hamburg, Hohe Bleichen 18 in Hamburg-Neustadt (zerstört)[10]
- 1898–0000: Bankgebäude für den Schlesischen Bankverein in Breslau[11]
- 1901–0000: Bankgebäude für die Berliner Bank in Berlin, Friedrichstadt, Behrenstraße 46 / Charlottenstraße 47 / Rosmarinstraße 10 (verändert erhalten, unter Denkmalschutz, heute Sitz des Deutschen Sparkassen- und Giroverbandes)[12]
- 1904–1906 Bankgebäude für die Mecklenburgische Wechsel- und Hypothekenbank, Friedrichstraße 5/7 in Schwerin
- 1905–0000: Bankgebäude für die Zweigniederlassung der Bergisch-Märkische Bank AG in Düsseldorf, Königsallee 45 / Benrather Straße (seit 1983 unter Denkmalschutz)
- 1906–0000: Bankgebäude der Sparkasse am Brill in Bremen, Am Brill 1 / Bürgermeister-Smidt-Straße[4]
- 1908–0000: Erweiterungsbau des Bankgebäudes der Essener Credit-Anstalt in Essen, Lindenallee (Fassade erhalten und unter Denkmalschutz)
- 1908–1910: Bankgebäude für die Depositenkasse der Deutsche Bank AG in Berlin, Friedrichstadt, Französische Straße (mit Verbindungsbrücke zum benachbarten Hauptgebäude; unter Denkmalschutz)[13]

## Mitarbeiter
Bis 1896 arbeitete der Architekt Alfred Grenander als Angestellter im Architekturbüro von Wilhelm Martens.